# Ronald Brooks Kitaj
Ronald Brooks Kitaj (Chagrin Falls, Ohio, 29. listopada 1932. - Los Angeles, Kalifornija, 21. listopada 2007.), bio je britansko – američki slikar.

### Život i djelo
Kitajev otac, Mađar Sigmund Benway je napustio Kitajevu majku Jeanne Brooks, Amerikanku židovskog porijekla, dvije godine nakon sinovljeva rođenja. Sedam godina kasnije, 1941. ona se udaje za austrijskog židova Waltera Kitaja, koji je emigrirao u SAD, bježeći pred nacističkim progonima. 
Kitaj je studirao na bečkoj Akademiji i na Cooper Union u New Yorku, te potom u Oxfordu i na Royal College of Art u Londonu, gdje upoznaje Davida Hockneya, Petera Philipsa i Allena Jonesa koji će već nekoliko godina kasnije postati vodeća imena britanskog pop arta.
To je zacijelo glavni razlog zbog kojeg se i Kitaja obično svrstava među umjetnike istog pravca, premda se taj pojam može primijeniti samo za izričajna sredstva Kitajevih slika, ali ne i za njihov sadržaj, jer je Kitaj bio zacijelo jedini pravi intelektualac među pop tj. pučkim umjetnicima.
Kitajev opus, nastao najvećim dijelom u Britaniji gdje je umjetnik boravio više od četiri desetljeća uglavnom je kolažistički, umnogome blizak literaturi (ponekad i doslovno uključenoj u njegove radove stranicama knjiga ili dokumenata), koju je odlično poznavao.
Jednom prilikom o svojem slikarstvu je rekao : „U nekim knjigama nalaze se slike, a u nekim slikama, nalaze se knjige.“, aludirajući očito na njihovu složenost.  Bio je odličan crtač, te asketski kolorist. Osobito ga je zanimala ikonografija kao znanost, te je bio vjeran čitatelj godišnjaka Warburgova instituta. Katalozi njegovih izložbi obično su vrvjeli bilješkama koje su trebala protumačiti elemente prikazane teme i izvore kojima se autor tijekom rada na slici služio.
Premda zahtjevna, Kitajeva djela su u pravilu otvorena promatraču, često implicitno zahtijevajući njegovu koncentraciju, iskustvo i nadasve prisutnost.
Tijekom šezdesetih uglavnom se bavi problematiziranjem povijesnih događaja u suvremenome kontekstu, i taj je dio njegova opusa javnosti najbolje poznat (npr. kolaž Ubojstvo Rose Luxemburg, 1960.)
Ipak, povremeno tijekom karijere se bavio i klasičnim pop motivima kao što su filmske zvijezde, sportaši i umjetnici ili strip junaci. Ipak, i tu je veza navedenih djela s pop artom gotovo u cijelosti formalna, jer Kitaj tim radovima u pravilu daje vrlo osobne, a ponekad i hermetične konotacije.
Tijekom sedamdesetih Kitaj se tematski sve više okreće osobnim iskustvima, unoseći u svoje radove brojne autobiografske elemente. Također, sve se više okreće židovskim temama što predstavlja svojevrsni hommage vlastitim korijenima. Te radove također karakterizira sve veći upliv ekspresionizma.
Godine 1989. Kitaj objavljuje Prvi diasporistički manifest, u kojem raščlanjuje vlastito otuđenje (kao Amerikanca u Britaniji, te k tome Židova) i način na koji je ono utjecalo na njegov rad. Na koncu je zaključio: „Ne morate biti Židov da biste bili dijasporist.“
Početkom devedesetih postao je članom britanske Kraljevske akademije, što nije uspjelo nijednom Amerikancu još od Johna Singera Sergenta.
Godine 1994. londonska Tate Galery mu je priredila veliku retrospektivu. Kritike su uglavnom bile vrlo negativne. Malo nakon završetka izložbe Kitajeva druga supruga, Sandra Fischer je umrla od izljeva krvi u mozak. Ova tragična epizoda jako je pogodila umjetnika, koji nakon toga seli u Los Angeles. 
Mnogi Kitajevi radovi nastali nakon 1997. prikazuju njegovu pokojnu suprugu, a ponekad i njega, okružene anđelima.
21. listopada 2007. Kitaj je nađen u mrtav u svojem stanu u Los Angelesu. 
Obdukcijom je utvrđeno da je razlog smrti bilo samoubojstvo.
Premda u Kitajevu životu tragičnih epizoda nije nedostajalo, ili možda upravo zbog toga, on je zacijelo jedan od najvećih i najzanimljivijih slikara dvadesetog stoljeća.